# Незапажени
Незапажени је позоришна представа, урађена према тексту Brilliant traces, ауторке Синди Лу Џонсон. На сцену ју је поставио Владан Славковић, а премијерно је изведена 2013. године. Насловне улоге поверене су Стефану Миликићу и Кристини Јевтовић.

## Идеја и поставка
Представа Незапажени настала је према тексту  Brilliant traces, Синди Лу Џонсон, а на сцену ју је поставио Владан Славковић. Премијерно је изведена на позорници Краљевачког позоришта, 2013. године.
Радња представе односи се на двоје људи, окружених мраком који симболизује ништавило конвенционалног живота. Ликови које тумаче Стефану Миликићу и Кристини Јевтовић трагају за нечим новим, непознатим, у нади да ће им то донети боље и другачије. Њихов сусрет догађа се случајно, на аутобуској станици.
Незапажени су били прва професионална представа урађена у продукцији удружења „Група Група“.